# Kingsclear
Kingsclear es una parroquia canadiense situada en la provincia de Nuevo Brunswick.

## Superficie
Kingsclear tiene una superficie de 150,11 km².

## Demografía
En 2021, tenía 2839 habitantes, una densidad poblacional de 18,9 hab./km², y 1104 viviendas.